# Small Town Stuff (film 1916)
Small Town Stuff è un cortometraggio muto del 1916 diretto da Norval MacGregor.

## Produzione
Il film fu prodotto dalla Selig Polyscope Company.

## Distribuzione
Distribuito dalla General Film Company, il film - un cortometraggio in tre bobine - uscì nelle sale cinematografiche statunitensi il 30 ottobre 1916.